# Стерлинг (округ, Техас)
Округ Стерлинг (англ. Sterling county) — округ штата Техас Соединённых Штатов Америки. На 2000 год в нём проживало 1393 человек. По оценке бюро переписи населения США в 2008 году население округа составляло 1257 человек. Окружным центром является город Стерлинг-Сити.

## История
Округ Стерлинг был сформирован в 1891 году из части округа Том-Грин. Он был назван в честь С. Стерлинга, фермера, охотника на бизонов и борца с индейцами.

## География
По данным бюро переписи населения США площадь округа Стерлинг составляет 2392 км², из которых 2392 км² — суша, а 0 км² — водная поверхность (0,01 %).